# Thiết kế trò chơi

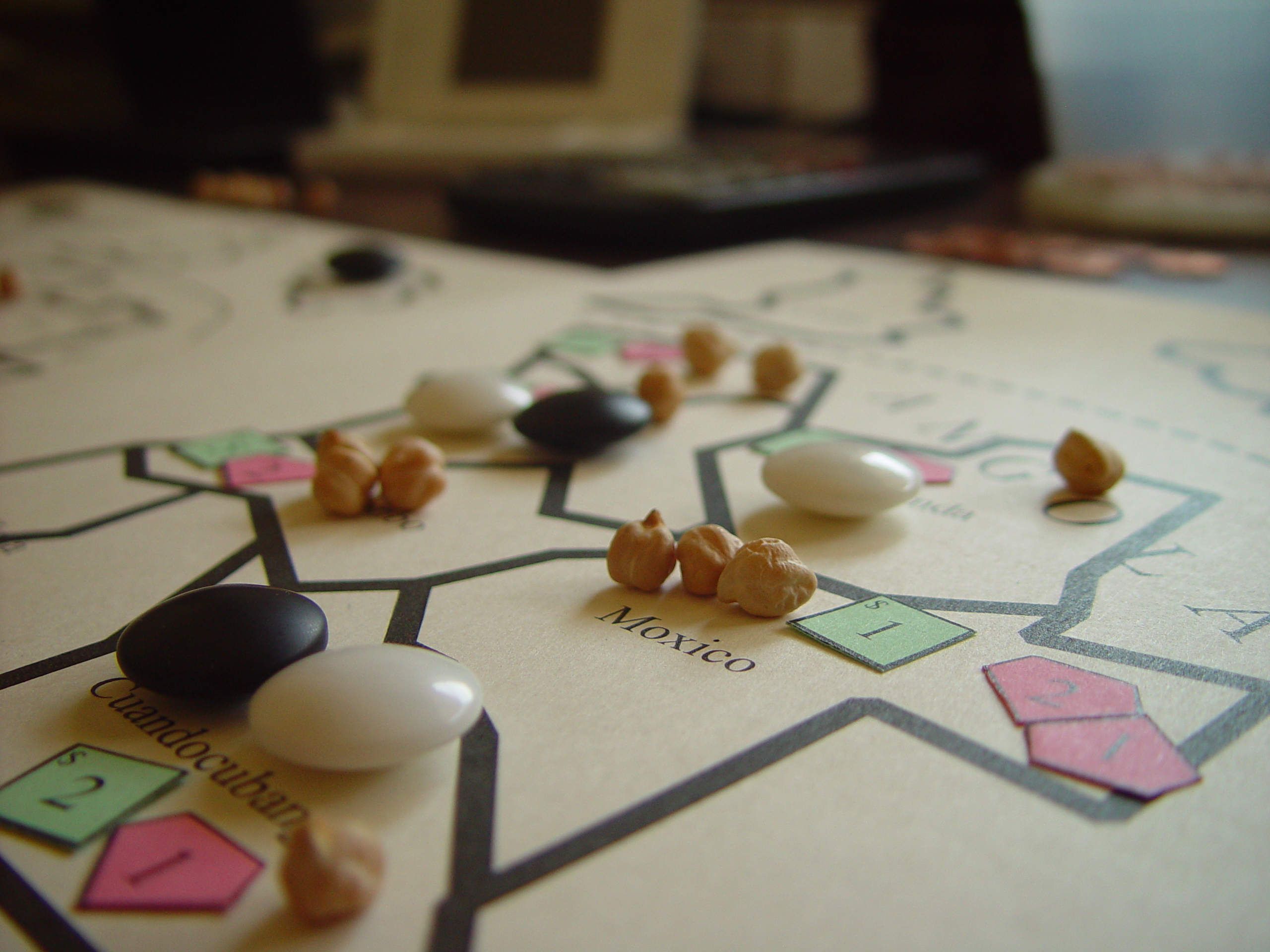
Một nguyên mẫu bằng giấy được thực hiện như một phần của quy trình thiết kế trò chơi video Diamond Trust of London

Thiết kế trò chơi là nghệ thuật áp dụng thiết kế và thẩm mỹ để tạo ra một trò chơi để giải trí hoặc cho mục đích giáo dục, tập thể dục hoặc thử nghiệm. Càng ngày, các yếu tố và nguyên tắc thiết kế trò chơi cũng được áp dụng cho các tương tác khác, dưới hình thức chơi game.
Trò chơi thiết kế tạo ra các mục tiêu, nguyên tắc và những thách thức để xác định một trò chơi hội đồng quản trị, thẻ trò chơi, trò chơi xúc xắc, trò chơi casino, nhập vai, thể thao, trò chơi video, trò chơi chiến tranh hoặc trò chơi mô phỏng sản xuất tương tác hấp dẫn giữa các thành viên của nó và có thể là khán giả.
Về mặt học thuật, thiết kế trò chơi là một phần của nghiên cứu trò chơi, trong khi lý thuyết trò chơi nghiên cứu việc ra quyết định chiến lược (chủ yếu trong các tình huống phi trò chơi). Các trò chơi có lịch sử lấy cảm hứng từ nghiên cứu tinh dịch trong các lĩnh vực xác suất, trí tuệ nhân tạo, kinh tế và lý thuyết tối ưu hóa. Áp dụng thiết kế trò chơi cho chính nó là một chủ đề nghiên cứu hiện tại trong metadesign.

## Lịch sử
Thể thao (xem lịch sử thể thao), cờ bạc và các trò chơi trên bàn tương ứng được biết đến đã tồn tại ít nhất chín nghìn, sáu nghìn, và bốn nghìn năm.

### Quy trình dân gian
Trò chơi bàn chơi hiện nay có gốc có thể được bắt nguồn từ thời cổ đại bao gồm cờ vua, cờ vây, Pachisi, backgammon, mạt chược, mancala, và trò chơi chuyền (bắt que). Các quy tắc của các trò chơi này không được mã hóa cho đến thời hiện đại đầu tiên và các tính năng của chúng dần dần phát triển và thay đổi theo thời gian, thông qua quy trình dân gian. Vì điều này, những trò chơi này không được coi là có một nhà thiết kế thực thụ hoặc là kết quả của một quá trình thiết kế theo nghĩa hiện đại.
Sau sự nổi lên của xuất bản trò chơi thương mại vào cuối thế kỷ 19, nhiều trò chơi trước đây đã phát triển qua các quy trình dân gian đã trở thành tài sản thương mại, thường là các bảng ghi điểm tùy chỉnh hoặc tài liệu chuẩn bị sẵn. Ví dụ, các trò chơi phạm vi công cộng tương tự Generala, Yacht và Yatzy đã dẫn đến trò chơi thương mại Yahtzee vào giữa những năm 1950.
Ngày nay, nhiều trò chơi thương mại, chẳng hạn như Taboo, Balderdash, Pictionary, hoặc Time Up!, được truyền lại từ các trò chơi truyền thống. Điều chỉnh các trò chơi truyền thống để trở thành tài sản thương mại tư nhân là một ví dụ về thiết kế trò chơi.
Tương tự, nhiều môn thể thao, như bóng đá và bóng chày, là kết quả của các quá trình dân gian, trong khi những môn thể thao khác được thiết kế, như bóng rổ, được James Naismith phát minh vào năm 1891.

### Phương tiện mới
Tiến bộ công nghệ đã dẫn đến nhiều phương tiện mới cho trò chơi trong suốt lịch sử.
Máy in  có thể in ra nhiều xấp để chơi bài, phỏng theo các ô Mạt chược được sản xuất hàng loạt, dẫn đến nhiều trò chơi bài mới. Các bản đồ mô tả địa hình chính xác được sản xuất dưới dạng thạch bản và tặng miễn phí cho các sĩ quan Phổ đã giúp phổ biến trò chơi chiến tranh. Đóng sách giá rẻ (nhãn in bọc xung quanh bìa cứng) dẫn đến nhiều board game có thể sản xuất hàng loạt với nhiều bảng tùy chỉnh. Đúc tượng bằng chì không tốn kém (đúc rỗng) đã góp phần vào sự phát triển của trò chơi chiến tranh thu nhỏ. Xúc xắc có thể tùy chỉnh, giá rẻ, dẫn đến trò chơi xúc xắc poker. Đĩa bay đem đến đĩa gôn và Ultimate. Máy tính cá nhân đã góp phần vào sự phổ biến của trò chơi máy tính, dẫn đến tính khả dụng rộng rãi của máy chơi trò chơi điện tử và trò chơi điện tử. Điện thoại thông minh đã dẫn đến sự gia tăng của trò chơi di động.
Các trò chơi đầu tiên trong một phương tiện mới thường là bản chuyển thể của các trò chơi cũ hơn. Pong, một trong những trò chơi điện tử đầu tiên được phổ biến rộng rãi, phỏng theo bóng bàn. Các trò chơi sau này thường sẽ khai thác các tính chất đặc biệt của một phương tiện mới. Điều chỉnh các trò chơi cũ hơn và tái tạo trò chơi gốc cho các phương tiện mới đều là những ví dụ về thiết kế trò chơi.

## Lý thuyết
Nghiên cứu trò chơi hoặc lý thuyết trò chơi là một ngành học liên quan đến nghiên cứu quan trọng về trò chơi, thiết kế trò chơi, người chơi và vai trò của họ trong xã hội và văn hóa. Trước cuối thế kỷ 20, việc nghiên cứu học thuật về trò chơi rất hiếm và chỉ giới hạn trong các lĩnh vực như lịch sử và nhân học. Khi cuộc cách mạng trò chơi điện tử bắt đầu vào đầu những năm 1980, mức quan tâm học thuật đối với trò chơi cũng tăng theo, dẫn đến một lĩnh vực dựa trên các phương pháp luận và trường phái tư tưởng đa dạng. Những ảnh hưởng này có thể được đặc trưng rộng rãi theo ba cách: cách tiếp cận khoa học xã hội, cách tiếp cận khoa học nhân văn, và cách tiếp cận công nghiệp và kỹ thuật.

### Ra quyết định chiến lược
Lý thuyết trò chơi là một nghiên cứu về cách ra quyết định chiến lược. Cụ thể, nó là "nghiên cứu mô hình toán học xung đột và hợp tác giữa những người ra quyết định hợp lý thông minh". Một thuật ngữ thay thế được đề xuất "như một cái tên mô tả rộng hơn cho ngành học" là lý thuyết quyết định tương tác. Đầu tiên, chủ đề đề cập đến trò chơi có tổng bằng không, sao cho một người nhận được chính xác số lỗ ròng của người tham gia khác hoặc những người tham gia. Tuy nhiên, ngày nay, lý thuyết trò chơi áp dụng cho một loạt các quan hệ hành vi và đã phát triển thành một thuật ngữ ô cho khía cạnh logic của khoa học quyết định.